# (30079) 2000 EP104
(30079) 2000 EP104 est un astéroïde de la ceinture principale découvert en 2000.

## Description
(30079) 2000 EP104 a été découvert le 15 mars 2000 à l'observatoire de Reedy Creek, situé en Australie, par John Broughton.

### Caractéristiques orbitales
L'orbite de cet astéroïde est caractérisée par un demi-grand axe de 2,39 ua, un périhélie de 1,97 ua, une excentricité de 0,18 et une inclinaison de 3,01° par rapport à l'écliptique. Du fait de ces caractéristiques, à savoir un demi-grand axe compris entre 2 et 3,2 ua et un périhélie supérieur à 1,666 ua, il est classé, selon la JPL Small-Body Database, comme objet de la ceinture principale.

### Caractéristiques physiques
(30079) 2000 EP104 a une magnitude absolue (H) de 15,1 et un albédo estimé à 0,057.